# Vụ hỏa hoạn bệnh viện Bagdad 2021
Vào đêm 24 rạng sáng ngày 25 tháng 4 năm 2021, một vụ hỏa hoạn tại bệnh viện Ibn al-Khatib ở Bagdad, Iraq, khiến ít nhất 82 người chết và 110 người khác bị thương.
Nguyên nhân ban đầu do vụ nổ bình oxy dùng cho các bệnh nhân đang điều trị COVID-19. Do thiếu hệ thống cảnh báo và dập tắt đám cháy đã góp phần làm cho đám cháy lan rộng, và nhiều người đã chết do phải tháo máy thở để thoát khỏi đám cháy. Thảm họa này dẫn đến những lời kêu gọi về trách nhiệm giải trình, và Bộ Y tế Iraq, Hassan al-Tamimi, bị Thủ tướng Iraq Mustafa Al-Kadhimi cách chức ngày hôm sau.